# Alpioniscus feneriensis
Alpioniscus feneriensis là một loài chân đều trong họ Trichoniscidae. Loài này được Parona miêu tả khoa học năm 1880.